# Отзиви от жътварите
„Отзиви от жътварите“ е български вестник, излизал в Солун в 1908 година, орган на протестантската мисия в града. Печатан е на хектограф.
Редактиран е от Аделин Хаус, жена на главата на мисията д-р Джон Хенри Хаус.